# 马萨兰夫罗斯
马萨兰夫罗斯，是西班牙卡斯蒂利亚-拉曼恰托莱多省的一个市镇。总面积216平方公里，总人口1214人（2001年），人口密度6人/平方公里。